# Ponanella gelata
Ponanella gelata är en insektsart som beskrevs av Delong och Freytag 1969. Ponanella gelata ingår i släktet Ponanella och familjen dvärgstritar. Inga underarter finns listade i Catalogue of Life.